# Leo Beranek
Leo Leroy Beranek (Solon, Iowa, 15 de setembro de 1914 – 10 de outubro de 2016) foi um engenheiro estadunidense.
Especialista em acústica, ex-professor do Instituto de Tecnologia de Massachusetts e fundador e ex-presidente da Bolt, Beranek and Newman.